# 두보 (건평후)
두보(杜輔, ? ~ ?)는 전한 말기의 관료로, 경조윤 두릉현(杜陵縣) 사람이다. 어사대부 두연년의 증손이자 태상 두업의 아들이다.

## 생애
원시 2년(2년), 두업의 뒤를 이어 건평후(建平侯)에 봉해졌다. 사후 아들 두헌이 작위를 이었다.

## 출전
- 반고, 《한서》 권17 경무소선원성공신표

| 선대 아버지 건평강후 두업 | 전한의 건평후 2년 ~ ? | 후대 아들 두헌 |